# Erich Hackl
Erich Hackl (* 26. května 1954 Steyr) je rakouský autor románů, povídek a rozhlasových her, editor, germanista a hispanista.
Studoval Salcburskou univerzitu, Univerzitu v Salamance a Univerzitu v Málaze. Od roku 1977 přednášel na Universidad Complutense de Madrid a na Vídeňské univerzitě a od roku 1983 je spisovatelem ve svobodném povolání. Je členem Německé akademie jazyka a literatury.
Za knihu Aurořin motiv mu byla v roce 1987 udělena cena pro nejlepší prvotinu aspekte-Literaturpreis. V roce 2002 získal Literární cenu města Vídně a Solothurnskou literární cenu, v roce 2004 Čestnou cenu rakouských knihkupců, v roce 2013 Cenu Adalberta Stiftera a v roce 2015 Cenu Antona Wildganse. Do češtiny byla přeložena kniha Loučení se Sidonií (originál vyšel v roce 1989) podle skutečného příběhu romské dívky ze Steyru Sidonie Adlersburgové, která byla v roce 1943 odebrána pěstounům a odeslána do vyhlazovacího tábora. V roce 1991 natočila Karin Brandauerová podle knihy televizní film.
Přeložil do němčiny díla Juana Josého Saera, Eduarda Galeana a Rodolfa Walshe. Spolu s Hansem Landauerem napsal knihu o rakouských dobrovolnících ve španělské občanské válce, vydal také soubor literárněvědných textů Literatur und Gewissen.

## Knihy v češtině
Loučení se Sidonií. Překlad Alena Bláhová. Argo, Praha 2001. ISBN 80-7203-337-9